# Jogomerto
Jogomerto is een bestuurslaag in het regentschap Nganjuk van de provincie Oost-Java, Indonesië. Jogomerto telt 4868 inwoners (volkstelling 2010).